# Мансфілд (Арканзас)
Мансфілд (англ. Mansfield) — місто (англ. city) в США, в округах Себастьян і Скотт штату Арканзас. Населення — 1053 особи (2020).

## Географія
Мансфілд розташований на висоті 186 метрів над рівнем моря за координатами 35°3′50″ пн. ш. 94°14′3″ зх. д. / 35.06389° пн. ш. 94.23417° зх. д. (35.063905, -94.234249).  За даними Бюро перепису населення США в 2010 році місто мало площу 5,82 км², з яких 5,73 км² — суходіл та 0,09 км² — водойми.

## Демографія
Згідно з переписом 2010 року, у місті мешкало 1139 осіб у 447 домогосподарствах у складі 301 родини. Густота населення становила 196 осіб/км².  Було 532 помешкання (91/км²). 
Расовий склад населення:
| - 93,0 % — білих - 1,9 % — корінних американців - 0,6 % — азіатів - 0,1 % — чорних або афроамериканців - 2,0 % — осіб інших рас |

До двох чи більше рас належало 2,4 %. Іспаномовні складали 4,3 % від усіх жителів.
За віковим діапазоном населення розподілялося таким чином: 27,6 % — особи молодші 18 років, 58,1 % — особи у віці 18—64 років, 14,3 % — особи у віці 65 років та старші. Медіана віку мешканця становила 35,0 року. На 100 осіб жіночої статі у місті припадало 90,8 чоловіків;  на 100 жінок у віці від 18 років та старших — 90,5 чоловіків також старших 18 років.
Середній дохід на одне домашнє господарство  становив 46 765 доларів США (медіана — 40 947), а середній дохід на одну сім'ю — 52 719 доларів (медіана — 42 235). Медіана доходів становила 39 444 долари для чоловіків та 23 194 долари для жінок. За межею бідності перебувало 21,6 % осіб, у тому числі 28,0 % дітей у віці до 18 років та 23,2 % осіб у віці 65 років та старших.
Цивільне працевлаштоване населення становило 509 осіб. Основні галузі зайнятості: освіта, охорона здоров'я та соціальна допомога — 25,0 %, виробництво — 16,5 %, роздрібна торгівля — 14,9 %.
За даними перепису населення 2000 року в Мансфілді проживало 1097 осіб, 289 сімей, налічувалося 440 домашніх господарств і 505 житлових будинків. Середня густота населення становила близько 185,9 осіб на один квадратний кілометр. Расовий склад Мансфілда за даними перепису розподілився таким чином: 95,81 % білих, 0,09 % — чорних або афроамериканців, 1,09 % — корінних американців, 0,46 % — азіатів, 1,64 % — представників змішаних рас, 0,91 % — інших народів. Іспаномовні склали 3,37 % від усіх жителів міста.
Із 440 домашніх господарств в 33,6 % — виховували дітей віком до 18 років, 52,3 % представляли собою подружні пари, які спільно проживали, в 10,5 % сімей жінки проживали без чоловіків, 34,3 % не мали сімей. 31,6 % від загального числа сімей на момент перепису жили самостійно, при цьому 15,7 % склали самотні літні люди у віці 65 років та старше. Середній розмір домашнього господарства склав 2,49 особи, а середній розмір родини — 3,13 особи.
Населення міста за віковим діапазоном за даними перепису 2000 року розподілилося таким чином: 27,9 % — жителі молодше 18 років, 10,7 % — між 18 і 24 роками, 28,5 % — від 25 до 44 років, 18,7 % — від 45 до 64 років і 14,2 % — у віці 65 років та старше. Середній вік мешканця склав 35 років. На кожні 100 жінок в Мансфілді припадало 91, 4 чоловіків, у віці від 18 років та старше — 87 чоловіків також старше 18 років.
Середній дохід на одне домашнє господарство в місті склав 26 938 доларів США, а середній дохід на одну сім'ю — 35 000 доларів. При цьому чоловіки мали середній дохід в 28 534 долара США на рік проти 19 063 долара середньорічного доходу у жінок. Дохід на душу населення в місті склав 13 012 доларів на рік. 13,2 % від усього числа сімей в окрузі і 18 % від усієї чисельності населення перебувало на момент перепису населення за межею бідності, при цьому 32,1 % з них були молодші 18 років і 12,9 % — у віці 65 років та старше.